# Stenka na stenkoe

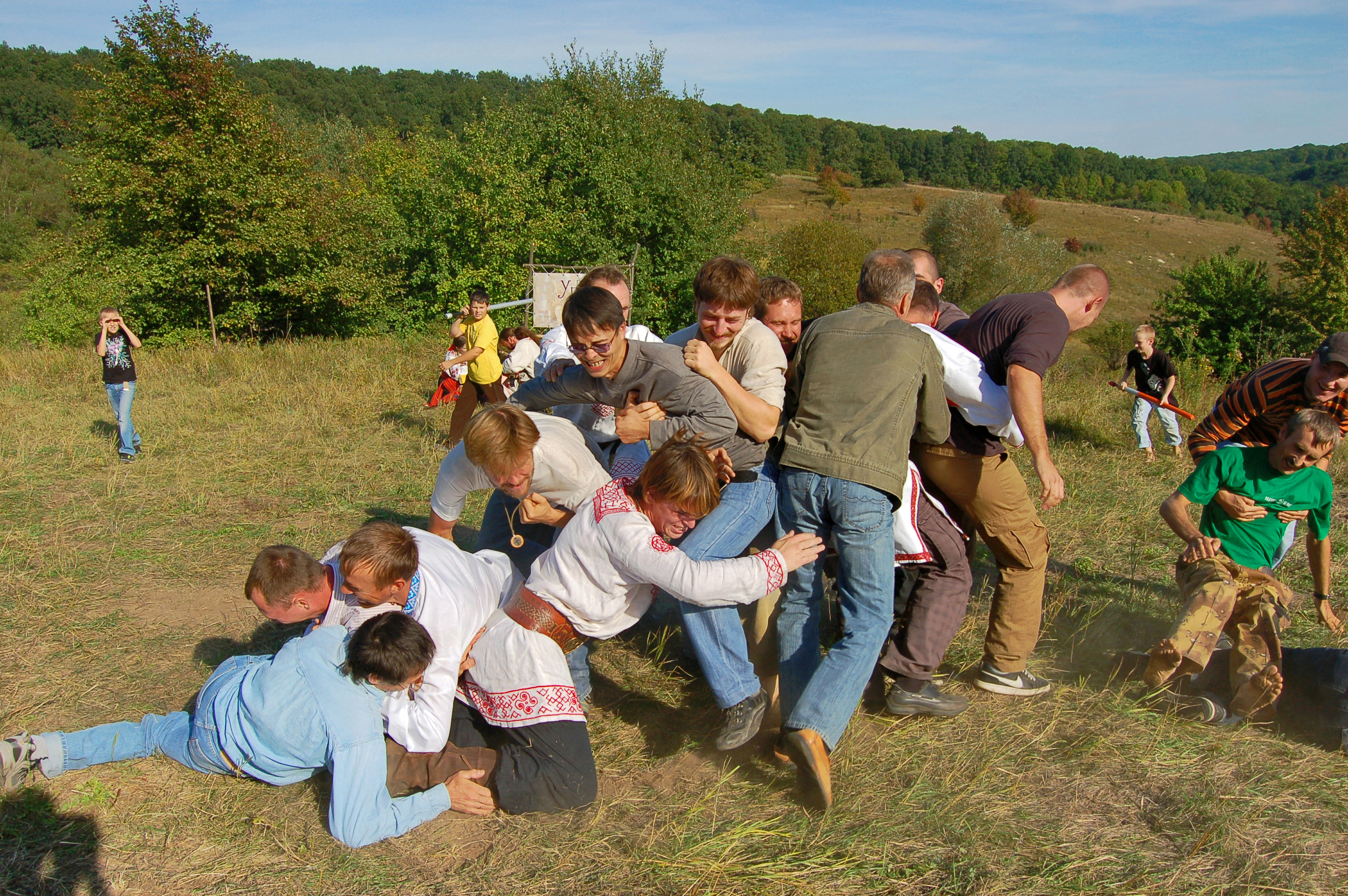
Stenka na stenkoe

Stenka na stenkoe (Russisch: стенка на стенку; "muur tegen muur") is een Russische vorm van vermaak tijdens Maslenitsa of tijdens het Russische carnaval. Mannen verdelen zich hierbij traditioneel in twee groepen van soms wel 50 mensen, om zich als twee muren zich op elkaar te storten (soms na mensen uit de andere groep een tijdlang te hebben beledigd) en te proberen - al dan niet gewapend met boksbeugels - zo veel mogelijk klappen uit te delen aan de tegenstanders tijdens een massaal vuistgevecht. Na afloop komen de leden van de groepen traditioneel - met verwondingen als botbreuken, bloedneuzen, zware kneuzingen en dergelijke -  vaak weer als vrienden bij elkaar. Stenka na stenkoe zou volgens voorstanders bijdragen aan het vormen van het "Russische karakter".
Het volksvermaak stamt van ver voor de kerstening van Rusland in de 10e eeuw en zorgde in de geschiedenis vaak voor veel doden en gewonden. Om deze reden was het fenomeen officieel verboden tijdens de regeringen van de tsaren en in de sovjettijd en werd vaak vervangen door minder gewelddadige vormen van vermaak. Na de val van de Sovjet-Unie stak het fenomeen, mede als gevolg van films als Fight Club, echter weer de kop op. In verschillende Russische steden wordt het inmiddels weer beoefend, zij het dat het nog steeds illegaal is. Vaak wordt het beoefend door rivaliserende jeugdbendes, maar ook de gewone jeugd doet er steeds vaker aan mee.